# لوكاس بيريز
لوكاس بيريز مارتينيز (بالإسبانية: Lucas Pérez Martínez)‏ (مواليد 10 سبتمبر 1988) هو لاعب كرة قدم إسباني ، يلعب في مراكز المهاجم الصريح والمهاجم الثاني والجناح الهجومي الأيسر ، ويلعب حاليًا لنادي أرسنال الإنجليزي.
في صيف 2017 و قبل غلق الميركاتو عاد لوكاس بيريز، الجناح الأيمن لفريق أرسنال الإنجليزي، إلى فريقه السابق ديبورتيفو لاكورونيا الإسبانى على سبيل الإعارة لمدة موسم واحد.بعد أن فشل بيريز في حجز مكان أساسي في تشكيل المدرب أرسين فينجر

## روابط خارجية
- لوكاس بيريز على موقع اتحاد أوكرانيا (الإنجليزية)
- لوكاس بيريز على موقع قاعدة بيانات كرة القدم.إي يو (الإنجليزية)
- لوكاس بيريز على موقع Soccerbase.com (لاعب) (الإنجليزية)
- لوكاس بيريز على موقع Soccerway.com (الإنجليزية)
- لوكاس بيريز على موقع عالم كرة القدم.نت (الإنجليزية)
- لوكاس بيريز على موقع AS.com (الإسبانية)